# IMDG-koden
IMDG-koden (International Maritime Dangerous Goods Code) är en rad föreskrifter om transport av farligt gods till sjöss som är utarbetade av Internationella sjöfartsorganisationen. Dessa har översatts till svenska av Sjöfartsverket och är de gällande reglerna vid transport av farligt gods till sjöss. Det finns dock ett fåtal extra krav som Sjöfartsverket har lagt till. Ansvaret för uppdatering och tillsyn av reglerna är sedan 1 januari 2009  överflyttade till Transportstyrelsen.

## Revisioner
Den internationella IMDG-koden revideras vartannat år, och de svenska föreskrifterna ändras eller justeras efter 1 januari 2009 av Transportstyrelsen. IMO samarbetar med andra transportslags internationella regelverk - ADR, RID och ICAO-TI för att underlätta för gods som transporteras med olika transportslag. Regelverket anpassas också efter FN:s modellregelverk för transport av farligt gods som i sin tur utarbetas av FN-organet ECOSOC (Economic and Social Council) med mål att lägga en internationell grund för transport av farligt gods.

## Innehåll
IMDG-koden innefattar bland annat information om hur klassificering, förpackning, märkning, etikettering, dokumentation, stuvning och separation för sjötransport av förpackat farligt gods ska utföras.
IMDG-koden består bland annat av följande punkter:
1. Allmänna bestämmelser, definitioner och utbildning
2. Klassificering
3. Farligt-gods-lista och bestämmelser för begränsade mängder
4. Förpacknings- och tankbestämmelser
5. Bestämmelser för avsändning
6. Konstruktioner och test av förpackningar, IBC:er, storförpackningar, UN-tankar och vägtankfordon
7. Bestämmelser om transportåtgärder